# Донец, Евгений Денисович
Евгений Денисович Донец — российский физик-экспериментатор, один из первооткрывателей нобелия и лоуренсия.

## Биография
Родился 15 октября 1935 года в станице Староминской Азово-Черноморского края (ныне — Краснодарского края), сын школьного учителя. Умер 17 июня 2021 года.
Окончил Ленинградский политехнический институт.
С 1959 года работал в Лаборатории ядерных реакций в Объединенном институте ядерных исследований (ОИЯИ, Дубна). В 1966 году защитил диссертацию на соискание ученой степени кандидата физико-математических наук.
В этот период стал соавтором двух научных открытий:
- Образование изотопа сто второго элемента — Нобелия периодической системы Менделеева. Е. Д. Донец, В. А. Щеголев, В. А. Ермаков. № 34 с приоритетом от 9 июля 1963 г.
- Сто третий элемент — Лоуренсий. Г. Н. Флеров, С. М. Поликанов, Е. Д. Донец, В. А. Друин, Ю. В. Лобанов, В. Л. Михеев, В. А. Щеголев, А. Г. Демин, Ю. С. Короткий. № 132 с приоритетом от 20 апреля 1965 г. и 10 августа 1967 г.

В 1971 году перешёл в Лабораторию высоких энергий, где возглавил сектор, организованный для изучения процессов ионизации в сверхпроводящем электронно-лучевом ионизаторе и для разработки источника ядер нового типа для ускорительного комплекса ЛВЭ. Такой источник, названный КРИОНом-1, был создан и использовался для проведения физических экспериментов на Дубненском синхрофазотроне.
Доктор физико-математических наук (1981), диссертация:
- Электронно-лучевой метод ионизации в атомной физике и ускорительной технике : диссертация … доктора физико-математических наук : 01.04.01. — Дубна, 1980. — 249 с. : ил.

В 1984 году утверждён в учёном звании профессора.
В 1990-е гг. выполнил цикл работ, результатом которых стало открытие явления «электронная струна». Эти исследования отмечены международной наградой «Brightness Award» («Яркость»), учрежденной международным сообществом исследователей в области физики и технологии получения высокозарядных ионов и ионных источников.
Участник открытия 105-го элемента периодической системы Д. И. Менделеева — дубния, и синтеза 106-го трансуранового элемента с короткоживущими нуклидами — резерфордия.
В настоящее время (2018) - главный научный сотрудник Лаборатории физики высоких энергий ОИЯИ.

## Семья
Старший сын Донец Евгений Евгеньевич — кандидат физико-математических наук, начальник сектора лаборатории физики высоких энергий Объединённого института ядерных исследований. Младший сын Денис — инженер-электронщик.